# غوس تايلر
غوس تايلر (بالإنجليزية: Gus Tyler)‏ هو نقابي أمريكي، ولد في 18 أكتوبر 1911 في نيويورك في الولايات المتحدة، وتوفي في 3 يونيو 2011 في ساراسوتا في الولايات المتحدة.